# Juridicum, Stockholm

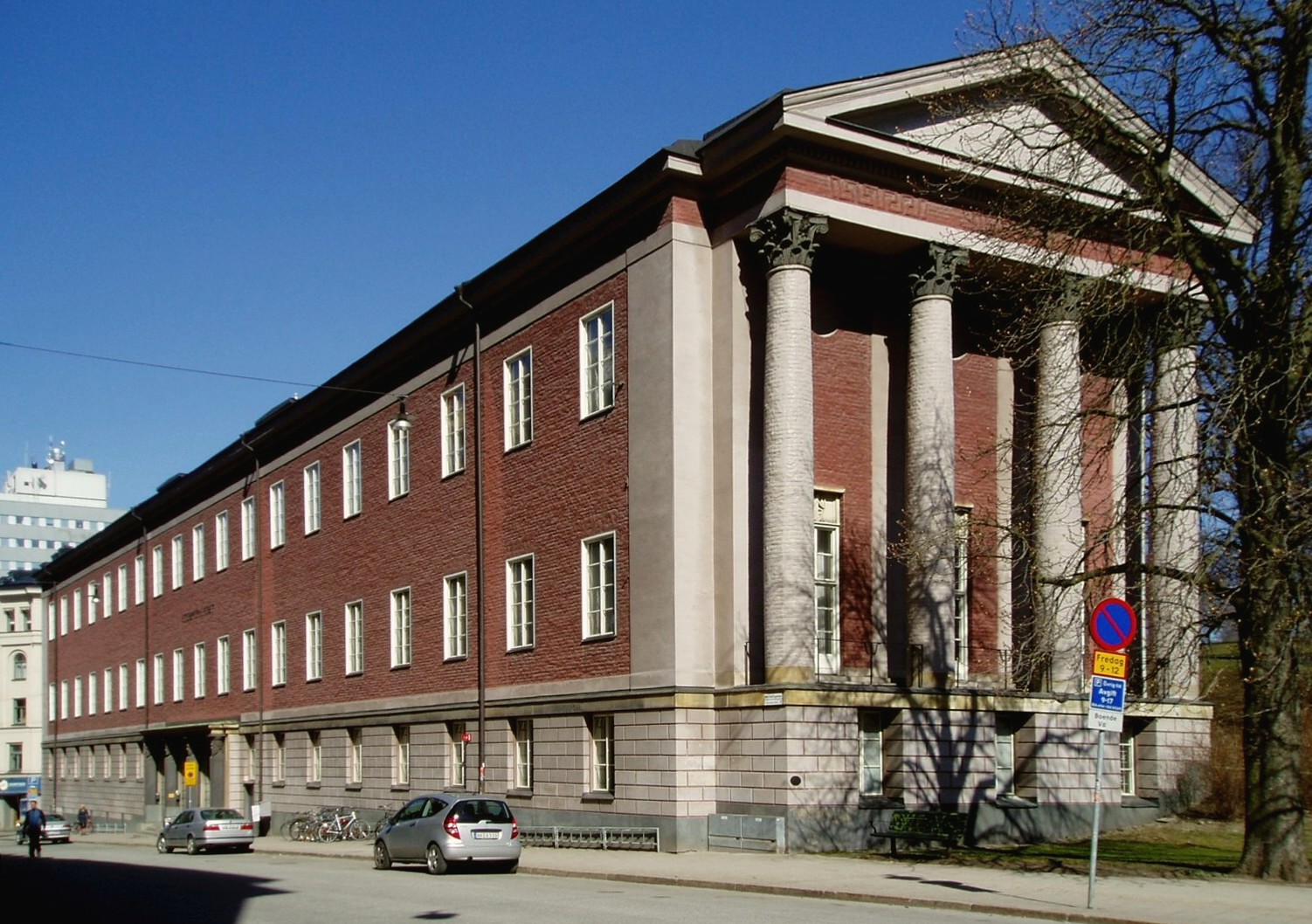
Studentpalatset (förutvarande Juridicum)

Juridiska fakulteten vid Stockholms universitet är den största juridiska fakulteten i Sverige. Den har valspråket Ex lege libertas (latin, Ur lagarna kommer friheten). Fakulteten har tio olika institut, mer om det under utbildning. 
Juridiska fakulteten vid Stockholms universitet grundades höstterminen 1907 som stats- och rättsvetenskapliga avdelningen vid Stockholms högskola med sju professurer och 81 inskrivna studenter.
Till en början var lokalerna först i det s.k. Lundbergska huset på Kungsgatan 30. Efter ett par år flyttades Juridicum till Kungstensgatan där man blev kvar fram till dess att högskolans byggnad på Norrtullsgatan 2 vid Observatoriekullen stod klar 1927. Byggnaden inhyser numera det så kallade Studentpalatset.
Juridicum är numera, sedan 1970-talet, inhyst i C-huset som ligger i Södra husen vid Stockholms universitets campus i Frescati.

## Utbildning
Juristexamen omfattar 180 poäng/270 Den vanligaste är den som leder till en juristexamen och som omfattar 180 poäng/270 högskolepoäng.  Det går även att efter tre terminer på juristlinjen välja kurser som leder till en fil.kand. i rättsvetenskap omfattande 120 poäng/180 högskolepoäng.

### Kursupplägg Juristprogrammet
Termin 1 Juridisk introduktionskurs 10,5 hp, Europarätt 7,5 hp, Statsrätt 12 hp.
Termin 2 Civilrätt A 22,5 hp, Civilrätt B 7,5 hp
Termin 3 Civilrätt C 10,5 hp, Civilrätt D 12 hp, Associationsrätt 7,5 hp
Termin 4 Skatterätt 15 hp, Straffrätt 15 hp
Termin 5 Processrätt 18 hp, Folkrätt 6 hp, Internationell privaträtt 6 hp
Termin 6 Rättshistoria 9 hp, Förvaltningsrätt med förvaltningsprocessrätt 21 hp
Termin 7 Rättsinformatik 6 hp, Allmän rättslära 9 hp, Specialkurs 15 hp
Termin 8 och 9 Specialkurser och examensarbeten 30 + 30 hp
Juristprogrammet på Stockholms universitet har under senare år varit landets mest sökta högskoleprogram. Antagningspoängen ligger på omkring 21.5 inkluderat meritpoäng, alltså högsta betyg i nästan samtliga ämnen.

## Tävlingar
Juridicum Stockholms universitet ställer upp i följande tävlingar:
- Nordiska Rättegångstävlingen om de Mänskliga Rättigheterna, med lagen Klubb St. Erik/Klubb Brinnen Bodström/Club Södermark som ett moment i en fördjupningskurs på Juristprogrammets termin 8 kallad Praktisk Europaprocess.[3]

## Kända alumner
- Håkan Nial, professor
- Maria Arnholm, statsråd
- Maria Abrahamsson, jur.kand., journalist och politiker
- Björn Ahlander, jur.dr, journalist
- Sofia Arkelsten, jur.kand. politiker
- Otto von Arnold, jur.kand., politiker, godsägare
- Jonas Bergström, jur.kand., f.d. fästman till H.K.H. Prinsessan Madeleine
- Thomas Bodström, advokat, justitieminister
- Gösta Bohman, jur.kand., politiker
- Harald Edelstam, jur.kand., ambassadör
- Jan Guillou, jur.kand., journalist
- Gunnar Hedlund, jur.kand., politiker
- Yngve Holmberg, jur.kand., politiker
- Yngve Häckner, jur.kand., politiker
- Jan Kallberg, jur.kand., Ph.D.
- Hjalmar Karlgren, jur.dr, justitieråd
- Dag Klackenberg, jur.kand., VD för Svensk Handel
- Kerstin Koorti, advokat
- Gunnar Lagergren, domare, riksmarskalk
- Jens Lapidus, jur.kand., författare
- Gunnar Myrdal, jur.kand., professor i nationalekonomi
- Olof Palme, jur.kand., statsminister
- Anne Ramberg, advokat, f.d. generalsekreterare för Advokatsamfundet
- Johan Rheborg, jur.kand., komiker
- Åsa Romson, jur.dr i miljörätt, politiker
- Per E. Samuelson, advokat
- Mårten Schultz, jur.dr, professor
- Bengt Svenson, jur.kand., rikspolischef
- Carl Svernlöv, jur.dr, advokat
- Carl Trygger, jur.kand., direktör
- P.G. Vinge, jur.kand., Sveriges första chef för Säkerhetspolisen
- Peter Wallenberg, jur.kand., industriman
- Anna Lindh, jur.kand. fd., Utrikesminister.

• Johan Eriksson, advokat

### Notförteckning
1. ↑  juridicum.su.se: Om Juridicum- Historia Arkiverad 10 mars 2009 hämtat från the Wayback Machine., läst 29 april 2009
2. ↑  juridicum.su.se: Utbildning - Grundkurser Arkiverad 25 april 2009 hämtat från the Wayback Machine., läst 30 april 2009
3. ↑  juridicum.su.se: Utbildning - Specialkurser Arkiverad 11 oktober 2009 hämtat från the Wayback Machine., läst 19 augusti 2009